# Phon

De curves van Fletcher-Munson voor gelijke luidheid bij zuivere tonen. De onderste curve is de gehoordrempel, de bovenste curve de pijngrens

De phon of foon is de eenheid van de door het gehoor waargenomen luidheid van geluid in de vorm van een zuivere toon.
Het doel van de phonschaal is het effect van frequentie op de luidheid van tonen die personen waarnemen te compenseren. Heel hoge en heel lage tonen worden namelijk - bij dezelfde geluidsdruk - minder goed waargenomen. Verder worden tonen met een heel hoge geluidsdruk minder hard waargenomen. Dit komt onder andere door een spiertje in het oor dat reflexmatig de gevoeligheid van het oor aanpast als er harde geluiden optreden.
Per definitie is 1 phon gelijk aan 1 decibel bij een frequentie van 1 kHz.
De Fletcher-Munson curves (zie de figuur) zijn een manier om het verband in beeld te brengen tussen een decibel geluidsdruk en de luidheid in phon.
De phon is de "exacte" manier om de luidheid van het geluid in beeld te brengen. Het is echter een moeilijk hanteerbare eenheid. Daarom wordt in de praktijk vrijwel altijd de dB(A) gebruikt, die echter alleen geldt voor lage geluidsdruk, namelijk ca. 20-40 phon.